# Nazionale maschile di pallamano del Montenegro
La nazionale montenegrina di pallamano rappresenta il Montenegro nelle competizioni internazionali e la sua attività è gestita dalla Handball Federation of Montenegro.

## Competizioni principali
- 2008: non qualificata
- 2012: non qualificata
- 2016: non qualificata
- 2020: non qualificata
- 2024: non qualificata

- 2007: non qualificata
- 2009: non qualificata
- 2011: non qualificata
- 2013: 22º posto
- 2015: non qualificata
- 2017: non qualificata
- 2019: non qualificata
- 2021: non qualificata
- 2023: 18º posto
- 2025: non qualificata

- 2008: 12º posto
- 2010: non qualificata
- 2012: non qualificata
- 2014: 16º posto
- 2016: 16º posto
- 2018: 16º posto
- 2020: 18º posto
- 2022: 11º posto
- 2024: 14º posto